# Indicatifs régionaux 704 et 980

Carte de l'État de la Caroline du Nord avec les territoires de ses indicatifs régionaux. Les indicatifs régionaux 704 et 980 sont au centre-ouest de l'État.

Les indicatifs régionaux 704 et 980 sont les indicatifs téléphoniques régionaux qui desservent la région de la ville de Charlotte dans l'État de la Caroline du Nord aux États-Unis. Ces indicatifs couvrent un territoire situé au centre-ouest de l'État.
La carte ci-contre indique en pêche le territoire couvert par les indicatifs 704 et 980.
Les indicatifs régionaux 704 et 980 font partie du Plan de numérotation nord-américain.

## Principales villes desservies par les indicatifs
- Charlotte
- Concord
- Denver
- Davidson
- Gastonia
- Huntersville
- Lincolnton
- Kannapolis
- Matthews
- Monroe
- Mooresville
- Salisbury
- Shelby
- Statesville

## Source
- (en) Cet article est partiellement ou en totalité issu de l’article de Wikipédia en anglais intitulé « Area codes 704 and 980 » (voir la liste des auteurs).